# Seong-yun Oh
Seong-yun Oh (Hangul: 오성윤; RR: O Seong-Yun nació en Corea del Sur 25 de agosto de 1963) es un director de animación de Corea del Sur. En 2011 debutó como director con Lifi: una gallina tocada del ala. Lifi: una gallina tocada del ala levantó el récord de taquilla más alto como una película animada coreana. En 2018 dirigió Underdog.
Graduado del Departamento de Pintura Occidental de la Universidad Nacional de Seúl. Mientras asistía a la universidad, se sintió frustrado con el arte, un arte con lugares limitados, y en cambio se interesó en el teatro, que conoció a través de las actividades del club. Después de graduarse de la universidad, mientras se preparaba para trabajar en cine, comenzó a trabajar en animación e ingresó a la industria de la animación en 1989. Posteriormente, planeó y participó como productor en obras como Dooly the Little Dinosaur - The Adventure of Ice Planet, Soul Frame LAZENCA, Dolmen, Noodle Nude, y la animación de derechos humanos If You Were Me: Anima Vision producida por La Comisión Nacional de Derechos Humanos de Corea  .

## Lista de obras dirigidas
- Lifi: una gallina tocada del ala (2011)
- Underdog (2018)